# Trostberg
Trostberg település Németországban, azon belül Bajorországban. Lakosainak száma 11 463 fő (2023. december 31.).

## Népesség
A település népessége az elmúlt években az alábbi módon változott:
| Lakosok száma | 1252 | 6154 | 7420 | 10 251 | 11 059 | 11 028 | 11 234 | 11 132 | 11 355 | 11 463 |
|               | 1875 | 1950 | 1975 | 1987   | 2012   | 2014   | 2016   | 2017   | 2021   | 2023   |

## Fekvése
Altenmarkt an der Alztól északra fekvő település.

## Leírása

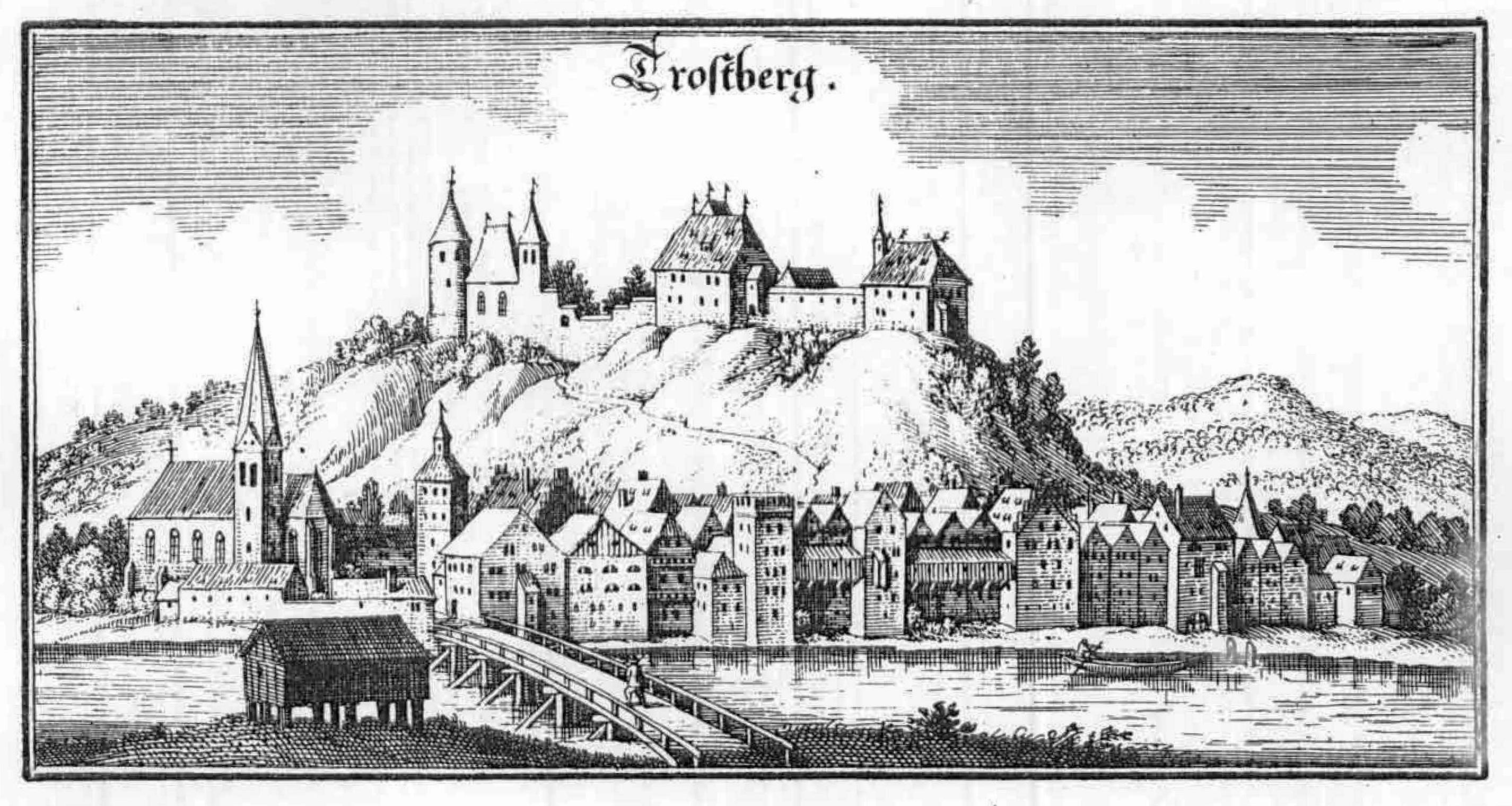

Trosberg a Chiem-tó vidékének északi kapuja. Nevét 1392-ben már említették egy oklevélben. A település már ekkor fontos hídfőállásnak számított.
Szép főutcájának déli szakaszán Vormarktnak (Első piac), régebbi északi szakaszán Innerer Marktnak (Belső-piac) háromemeletes fogazott házak sorakoznak késő gótikus, illetve reneszánsz erkélyekkel, ablakkeretekkel.
Az Alz túlsó partján álló barokk kastélyban (Schloss Schedling) a tájmúzeum (Hermatmuseum) néprajzi és kultúrtörténeti gyűjteményét helyezték el. Az Alz meredek partján a Sempt-Kraiburg grófok középkori vára: a Trozzeperc-vár romjai állnak. A várból mára csak egy kis kápolna és a hozzá símuló alacsony körbástya maradt meg.

## Nevezetességek
- Schloss Schedling kastély - Ma tájmúzeum található benne.
- Trozzeperc-vár romjai

## Galéria

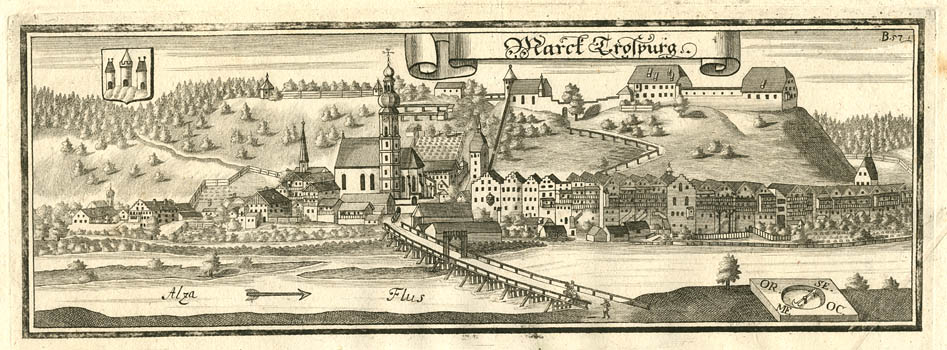
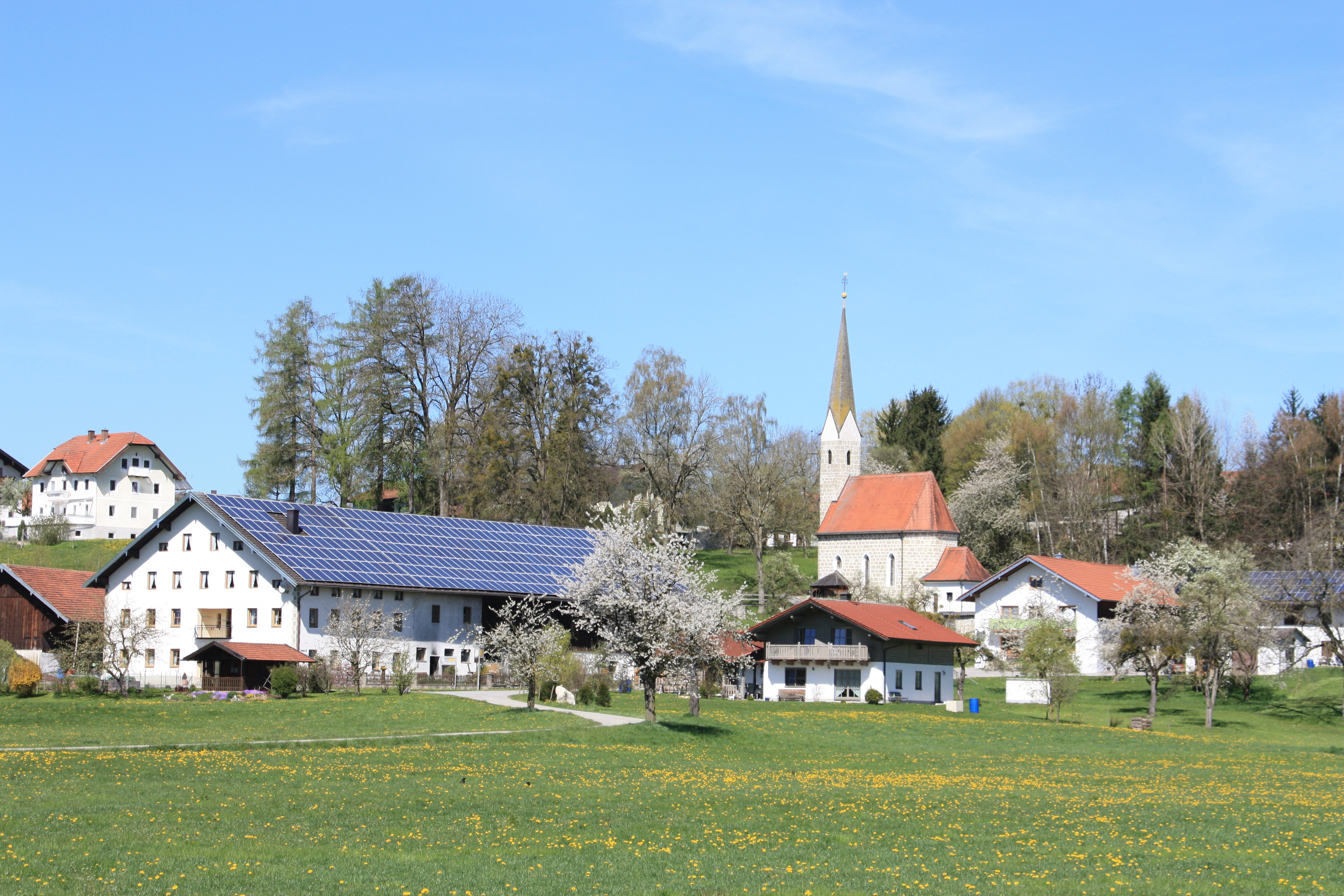
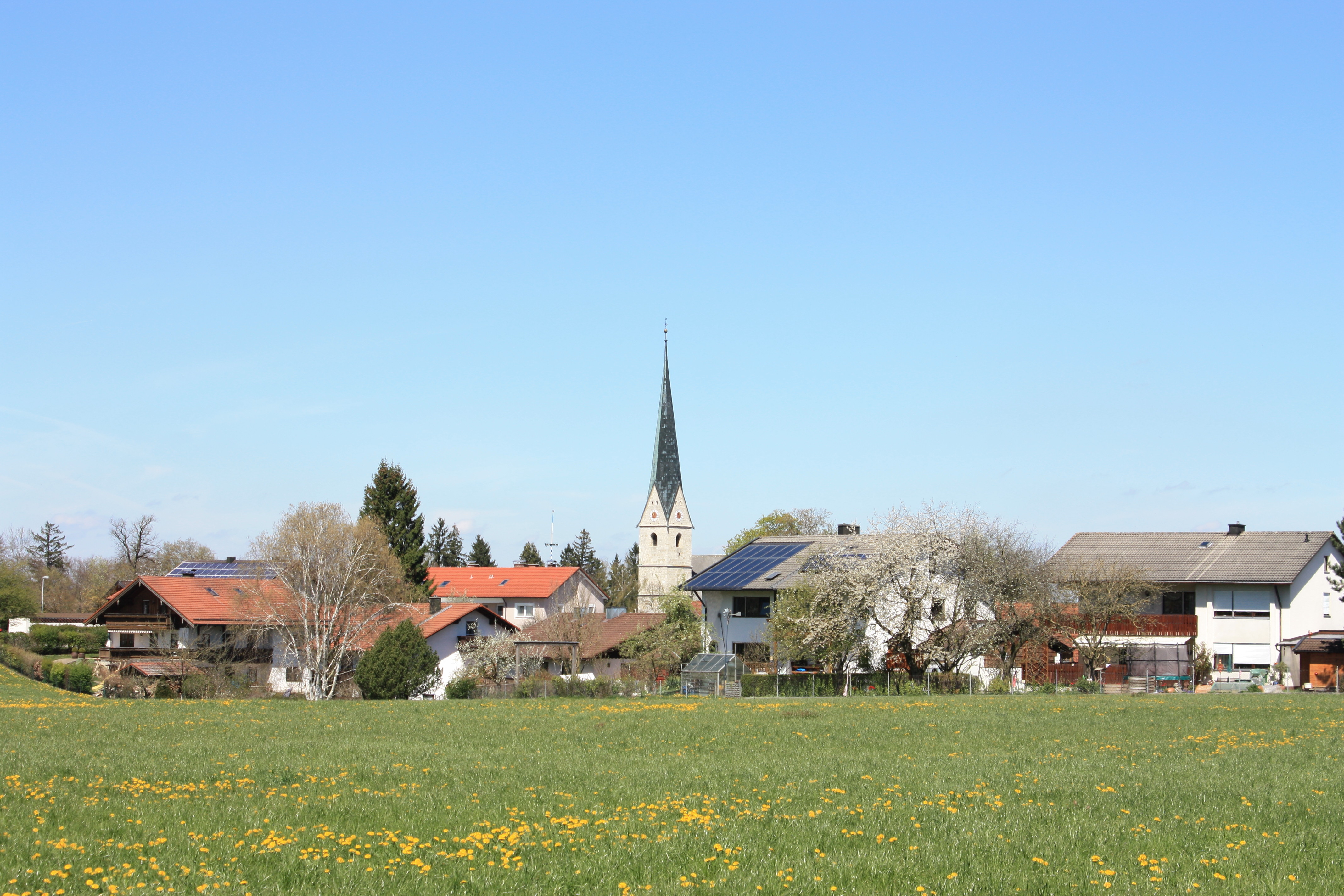
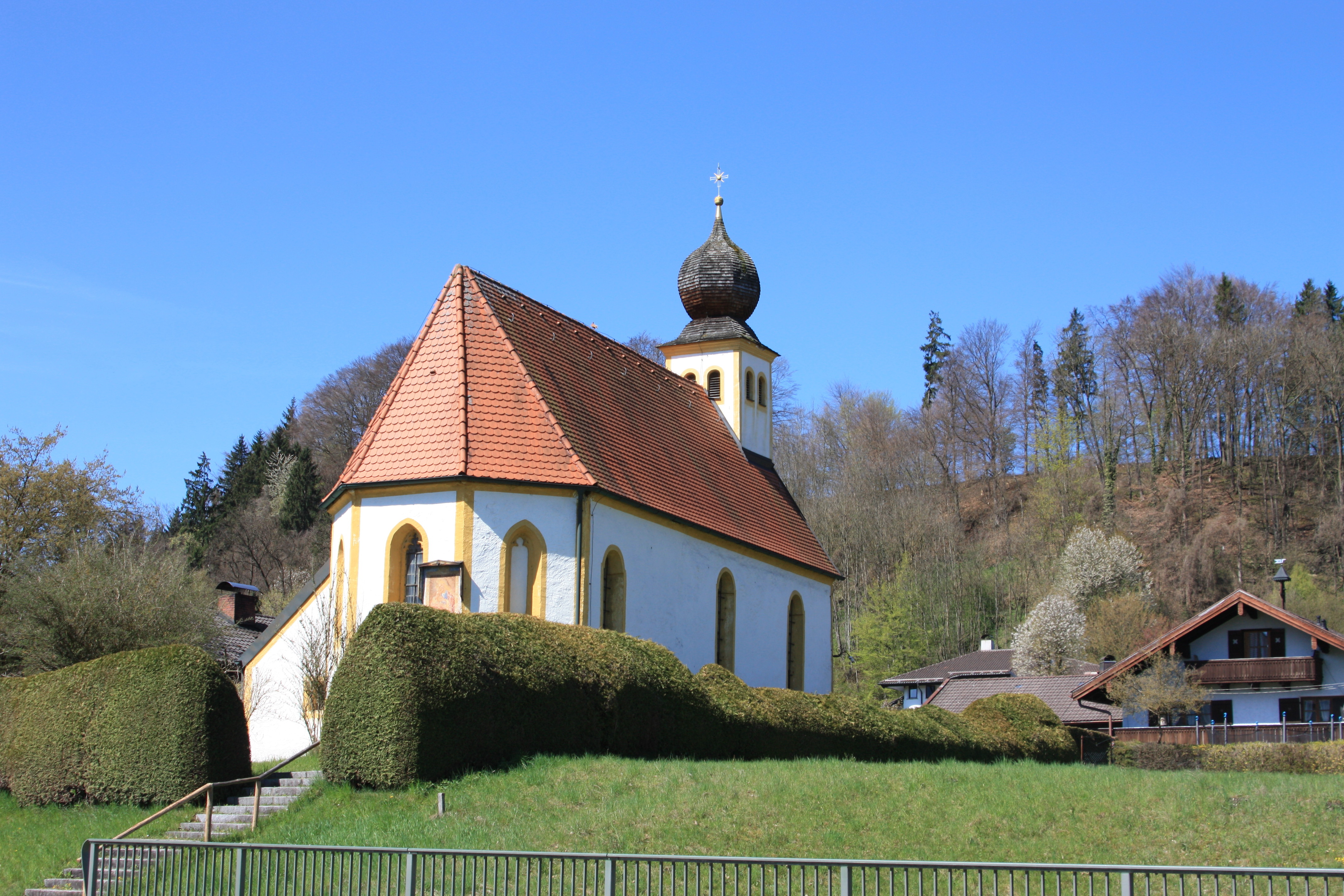
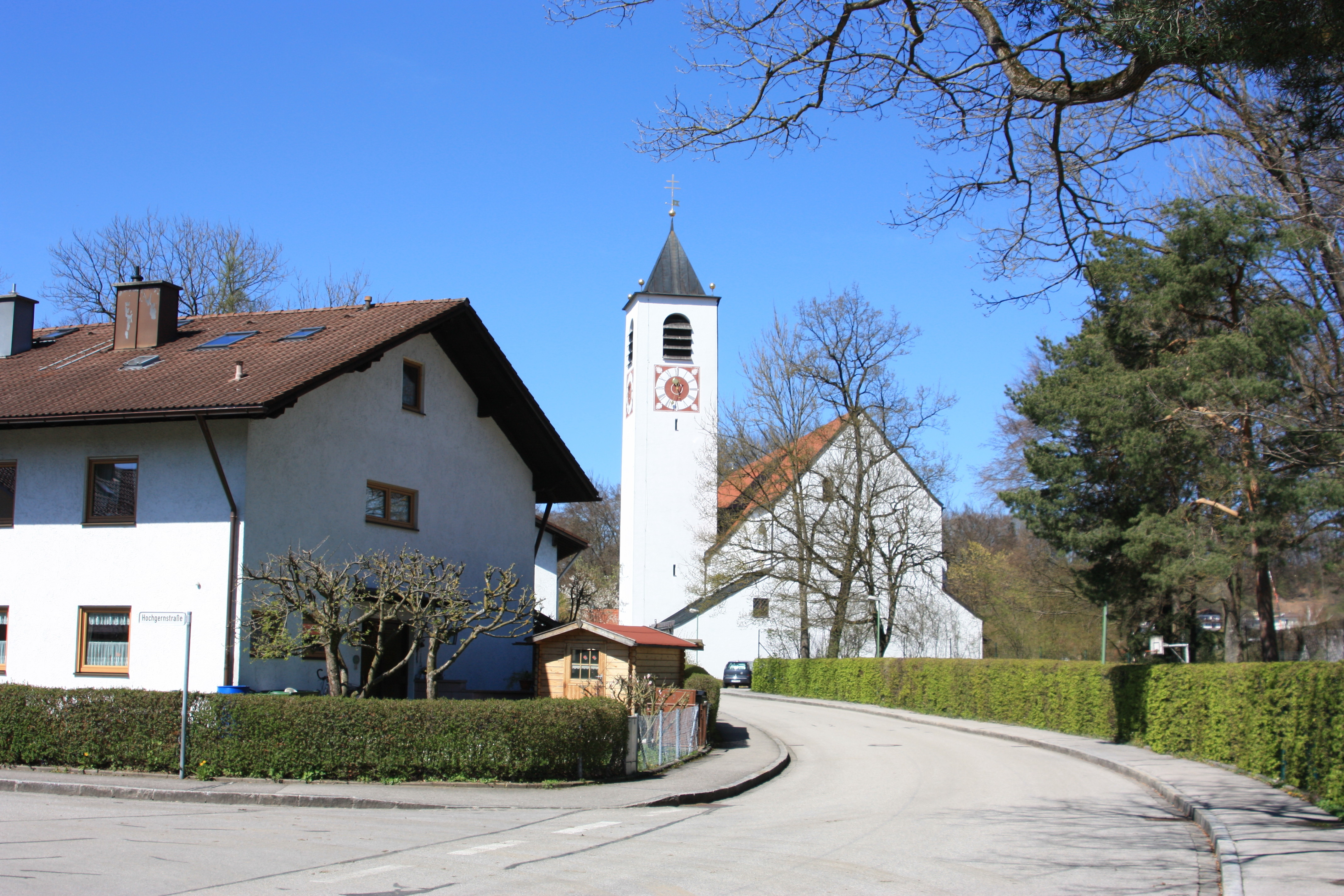
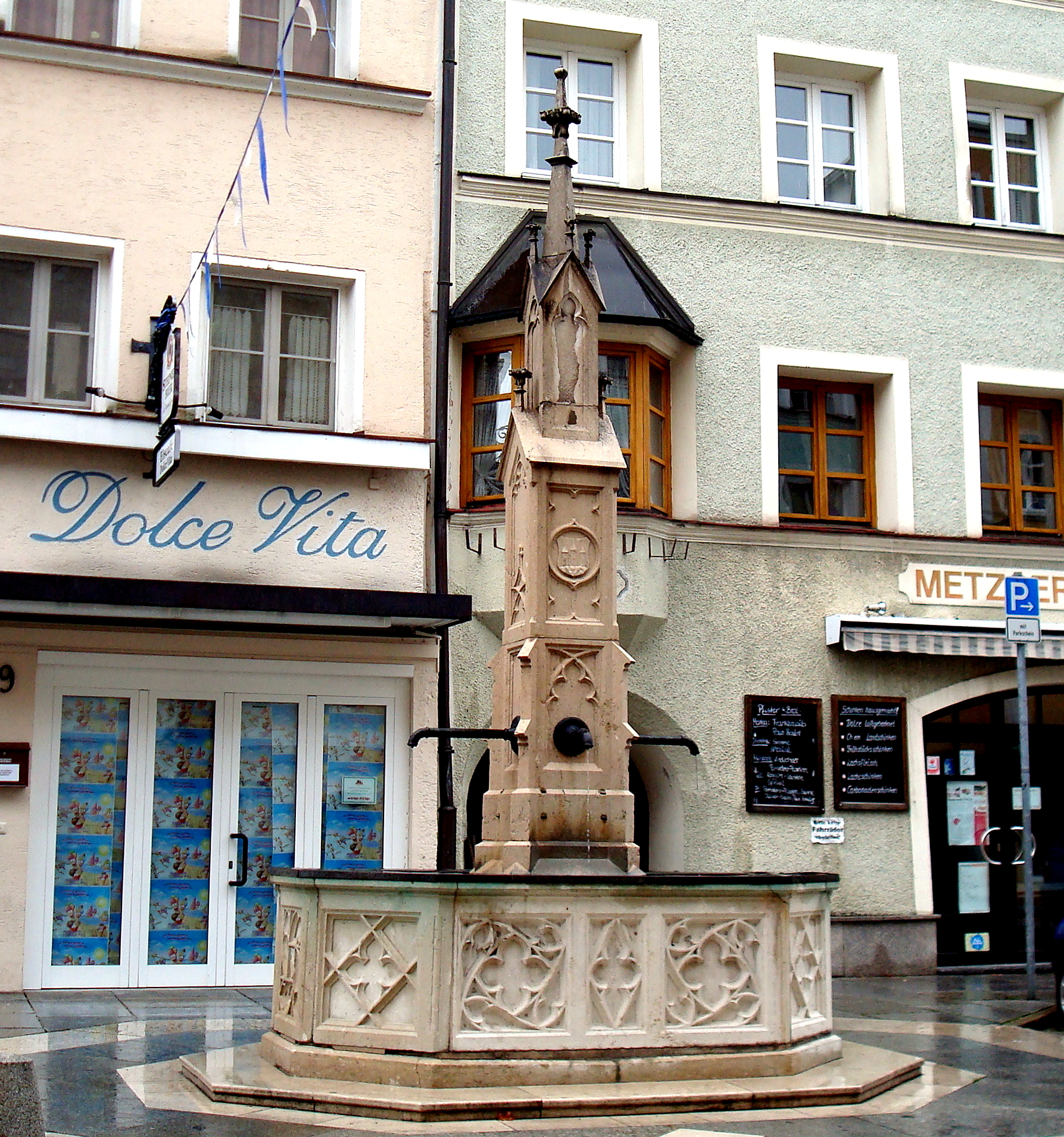
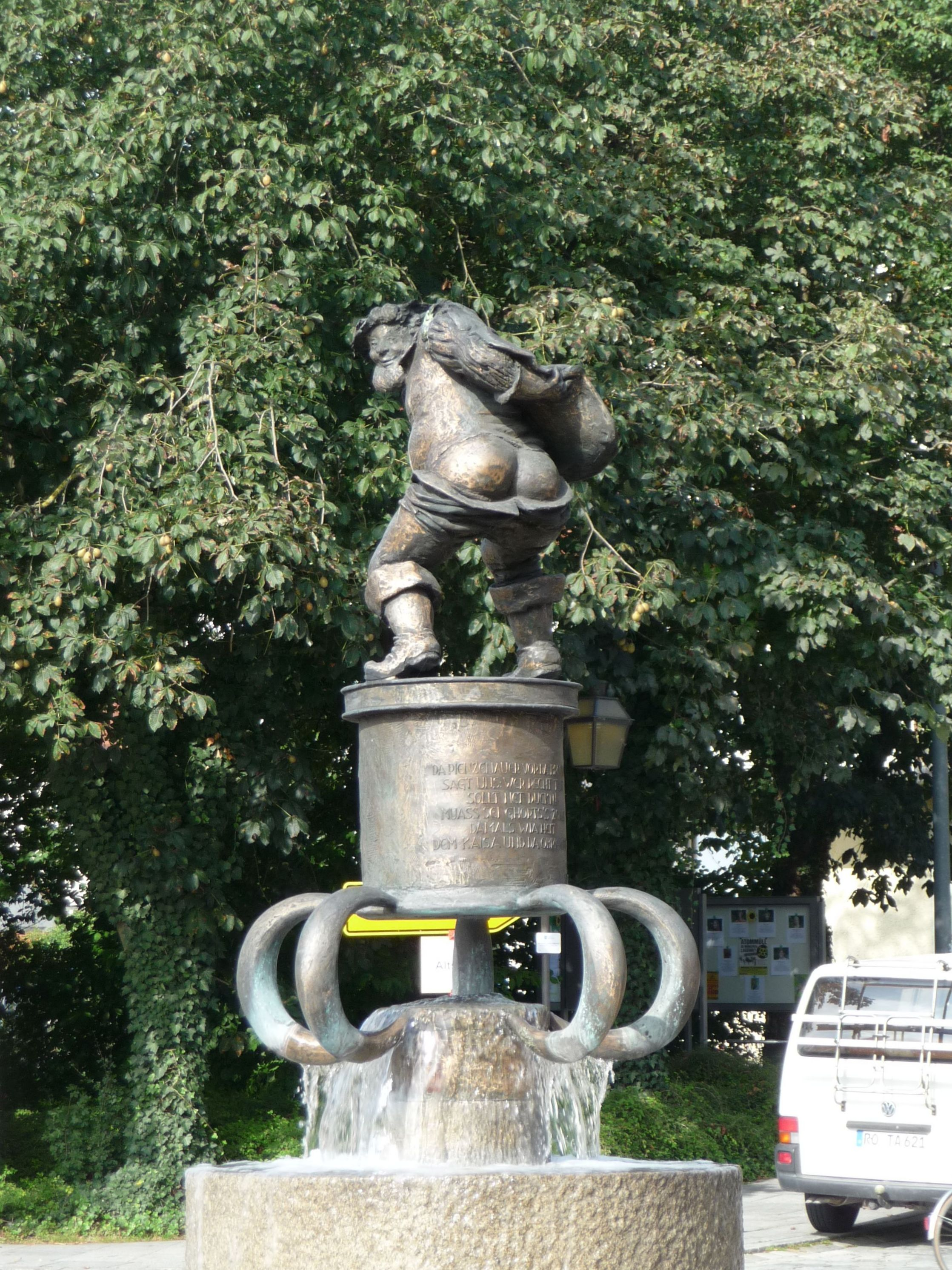
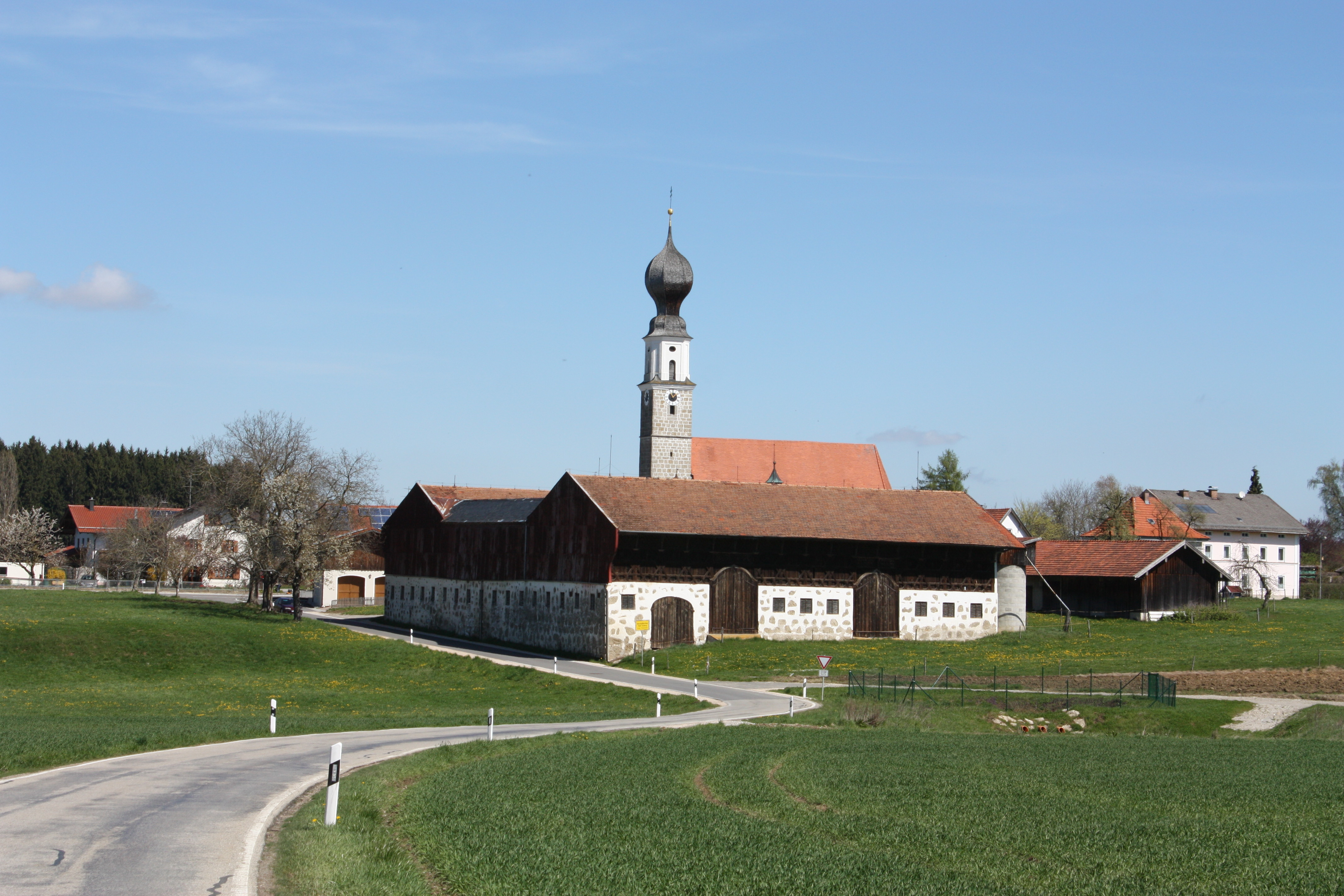